# Persone di nome Leo
| Questa pagina contiene informazioni ricavate automaticamente dalle voci biografiche con l'ausilio del template Bio e di un bot. L'aggiornamento è periodico e automatico e ricostruisce completamente la pagina. Se manca una persona in questa lista, sei pregato di non aggiungerla, ma accertati piuttosto che la sua voce biografica contenga il template Bio e che i dati anagrafici siano correttamente compilati. Se il template Bio manca, inseriscilo tu stesso o, in alternativa, metti l'avviso {{tmp\|Bio}} che ne segnala la mancanza. Se i dati riportati sono sbagliati, correggi direttamente la voce biografica; le modifiche saranno visibili in questa lista entro pochi giorni. Per chiarimenti vedi il progetto antroponimi. La lista contiene solo le 219 persone che sono citate nell'enciclopedia e per le quali è stato implementato correttamente il template Bio. Pagina aggiornata al 6 ago 2025. |

Questa è una lista di persone presenti nell'enciclopedia che hanno il nome Leo, suddivise per attività principale.

## Allenatori di calcio(4)
- Leo Beenhakker, allenatore di calcio olandese (Rotterdam, n. 1942 - Rotterdam, † 2025)
- Leo Franco, allenatore di calcio, dirigente sportivo e ex calciatore argentino (San Nicolás de los Arroyos, n. 1977)
- Leo Van der Elst, allenatore di calcio e ex calciatore belga (Opwijk, n. 1962)
- Leo van Veen, allenatore di calcio e ex calciatore olandese (Utrecht, n. 1946)

## Alpinisti(2)
- Leo Maduschka, alpinista, scrittore e germanista tedesco (Monaco di Baviera, n. 1908 - Civetta, † 1932)
- Leo Petritsch, alpinista, speleologo e economista austriaco (Trieste, n. 1876 - Thörl, † 1905)

## Architetti(1)
- Leo von Klenze, architetto, pittore e scrittore tedesco (Buchladen, n. 1784 - Monaco di Baviera, † 1864)

## Arcivescovi cattolici(2)
- Leo Clement Andrew Arkfeld, arcivescovo cattolico statunitense (Butte, n. 1912 - Madang, † 1999)
- Leo Cushley, arcivescovo cattolico scozzese (Airdrie, n. 1961)

## Astronomi(1)
- Leo Anton Carl de Ball, astronomo tedesco (Lobberich, n. 1853 - Vienna, † 1916)

## Attori(27)
- Leo Anchóriz, attore, sceneggiatore e direttore artistico spagnolo (Almería, n. 1932 - Madrid, † 1987)
- Leo Bill, attore britannico (Warwickshire, n. 1980)
- Leo Britt, attore inglese (Paddington, n. 1908 - Londra, † 1979)
- Leo Burmester, attore statunitense (Louisville, n. 1944 - New York, † 2007)
- Leo G. Carroll, attore inglese (Weedon Bec, n. 1886 - Los Angeles, † 1972)
- Lee J. Cobb, attore statunitense (New York, n. 1911 - Los Angeles, † 1976)
- Leo Colonna, attore e compositore italiano (Milano, n. 1957)
- Leo Delaney, attore statunitense (Swanton, n. 1885 - New York, † 1920)
- Leo Deluglio, attore argentino (Buenos Aires, n. 1990)
- Leo Fitzpatrick, attore statunitense (Montclair, n. 1977)
- Leo Fong, attore cinese (Jiangmen, n. 1928 - California, † 2022)
- Leo Garavaglia, attore italiano (Bassano del Grappa, n. 1896 - Livorno, † 1972)
- Leo Gavero, attore italiano (Arezzo, n. 1924 - Roma, † 2002)
- Leo Genn, attore britannico (Londra, n. 1905 - Londra, † 1978)
- Leo Gorcey, attore statunitense (New York, n. 1917 - Oakland, † 1969)
- Leo Gordon, attore e sceneggiatore statunitense (New York, n. 1922 - Los Angeles, † 2000)
- Leo Gregory, attore britannico (Leicester, n. 1978)
- Leo Howard, attore, artista marziale e modello statunitense (Newport Beach, n. 1997)
- Leo D. Maloney, attore, regista e sceneggiatore statunitense (San Jose, n. 1888 - New York, † 1929)
- Lon McCallister, attore statunitense (Los Angeles, n. 1923 - South Lake Tahoe, † 2005)
- Leo McKern, attore australiano (Sydney, n. 1920 - Bath, † 2002)
- Leo Penn, attore e regista statunitense (Lawrence, n. 1921 - Los Angeles, † 1998)
- Leo Pierson, attore statunitense (Abilene, n. 1888 - Los Angeles, † 1943)
- Leo Rossi, attore statunitense (Trenton, n. 1946)
- Leo Suter, attore britannico (Londra, n. 1993)
- Leo White, attore britannico (Grudziądz, n. 1882 - Glendale, † 1948)
- Leo Woodall, attore britannico (Londra, n. 1996)

## Attori teatrali(1)
- Leo de Berardinis, attore teatrale, regista teatrale e drammaturgo italiano (Gioi, n. 1940 - Roma, † 2008)

## Autori di giochi(1)
- Leo Colovini, autore di giochi italiano (Venezia, n. 1964)

## Autori televisivi(1)
- Leo Chiosso, autore televisivo e drammaturgo italiano (Chieri, n. 1920 - Chieri, † 2006)

## Avvocati(1)
- Leo Blair, avvocato e docente britannico (Filey, n. 1923 - Shrewsbury, † 2012)

## Baritoni(1)
- Leo Nucci, baritono italiano (Castiglione dei Pepoli, n. 1942)

## Bassisti(1)
- Leo Lyons, bassista, compositore e produttore discografico britannico (Mansfield, n. 1943)

## Biologi(1)
- Leo Sachs, biologo tedesco (Lipsia, n. 1924 - † 2013)

## Calciatori(24)
- Leo Brewster, ex calciatore trinidadiano (n. 1950)
- Lei Clijsters, calciatore e allenatore di calcio belga (Opitter, n. 1956 - Gruitrode, † 2009)
- Leo Dannin, calciatore danese (Copenaghen, n. 1898 - Frederiksberg, † 1971)
- Leo Fiederer, calciatore tedesco (n. 1897 - Fürth, † 1946)
- Leo Giacosa, calciatore italiano (Verolanuova, n. 1900)
- Leo Gogličidze, calciatore russo (Rostov sul Don, n. 1997)
- Leo Greiml, calciatore austriaco (Horn, n. 2001)
- Leo Kokubo, calciatore giapponese (Chiba, n. 2001)
- Leo Kurauzvione, ex calciatore zimbabwese (Salisbury, n. 1981)
- Leo Lemešić, calciatore, allenatore di calcio e arbitro di calcio jugoslavo (Signo, n. 1908 - Spalato, † 1978)
- Leo Mikić, calciatore croato (Požega, n. 1997)
- Leopold Novak, calciatore croato (Makarska, n. 1990)
- Leo O'Connell, calciatore statunitense (St. Louis, n. 1883 - St. Louis, † 1934)
- Leo Picchi, calciatore, cestista e dirigente sportivo italiano (Livorno, n. 1921 - Livorno, † 2005)
- Leo Refalo, ex calciatore maltese (n. 1966)
- Leo Sauer, calciatore slovacco (Bratislava, n. 2005)
- Leo Trovati, calciatore italiano (Cremona, n. 1912 - Cremona, † 1979)
- Leo Väisänen, calciatore finlandese (Helsinki, n. 1997)
- Leo Walta, calciatore finlandese (Vantaa, n. 2003)
- Leo Wilden, calciatore tedesco (Norisring, n. 1936 - Colonia, † 2022)
- Leo Zavatti, calciatore e allenatore di calcio italiano (Forlì, n. 1920)
- Leo Skiri Østigård, calciatore norvegese (Åndalsnes, n. 1999)
- Leo Ōsaki, calciatore giapponese (Tokyo, n. 1991)
- Leo Štulac, calciatore sloveno (Capodistria, n. 1994)

## Canottieri(1)
- Leo Losert, canottiere austriaco (n. 1902 - † 1982)

## Cantanti(3)
- Leo Aberer, cantante austriaco (Vienna, n. 1978)
- Bob Martin, cantante austriaco (Krasnojarsk, n. 1922 - Vienna, † 1998)
- Leo Sayer, cantante inglese (Shoreham-by-Sea, n. 1948)

## Cantautori(2)
- Leo Gassmann, cantautore e attore italiano (Roma, n. 1998)
- Leo Valeriano, cantautore, attore e doppiatore italiano (Roma, n. 1938)

## Cardinali(1)
- Leo Scheffczyk, cardinale, presbitero e teologo tedesco (Beuthen, n. 1920 - Monaco di Baviera, † 2005)

## Cestisti(12)
- Leo Barnhorst, cestista statunitense (Indianapolis, n. 1924 - Indianapolis, † 2000)
- Leo Byrd, cestista statunitense (Huntington, n. 1937 - † 1991)
- Leo Crowe, cestista statunitense (Lafayette, n. 1912 - Newport, † 1966)
- Leo Gottlieb, cestista statunitense (New York, n. 1920 - New York, † 1972)
- Leo Katkaveck, cestista e giocatore di baseball statunitense (Manchester, n. 1923 - Greenville, † 2006)
- Leo Klier, cestista e allenatore di pallacanestro statunitense (Washington, n. 1923 - Naperville, † 2005)
- Leo Kubiak, ex cestista e ex giocatore di baseball statunitense (n. 1927)
- Leo Lyons, cestista statunitense (Topeka, n. 1987)
- Leo Menalo, cestista croato (Spalato, n. 2002)
- Leo Mogus, cestista statunitense (Youngstown, n. 1921 - Los Angeles, † 1971)
- Leo Rautins, ex cestista e allenatore di pallacanestro canadese (Toronto, n. 1960)
- Leo Vendrame, cestista giapponese (Chikushino, n. 1993)

## Chimici(2)
- Leo Baekeland, chimico statunitense (Sint-Martens-Latem, n. 1863 - Beacon, † 1944)
- Leo Paquette, chimico statunitense (Worcester, n. 1934 - Columbus, † 2019)

## Ciclisti su strada(4)
- Leo Amberg, ciclista su strada svizzero (Ballwil, n. 1912 - Oberriet, † 1999)
- Leo Castellucci, ciclista su strada italiano (Forlì, n. 1926 - Forlì, † 2017)
- Leo Duyndam, ciclista su strada e pistard olandese (Westland, n. 1948 - Nizza, † 1990)
- Leo Hayter, ciclista su strada e pistard britannico (Londra, n. 2001)

## Collezionisti d'arte(1)
- Leo Castelli, collezionista d'arte e mercante d'arte italiano (Trieste, n. 1907 - New York, † 1999)

## Comici(1)
- Gallagher, comico e doppiatore statunitense (Fort Bragg, n. 1946 - Palm Springs, † 2022)

## Compositori(5)
- Leo Blech, compositore e direttore d'orchestra tedesco (Aquisgrana, n. 1871 - Berlino, † 1958)
- Leo Fall, compositore austriaco (Olomouc, n. 1873 - Vienna, † 1925)
- Leo Kottke, compositore, musicista e chitarrista statunitense (Athens, n. 1945)
- Leo Ornstein, compositore e pianista statunitense (Kremenčuk, n. 1893 - Green Bay, † 2002)
- Leo Shuken, compositore statunitense (Los Angeles, n. 1906 - Santa Monica, † 1976)

## Criminali(1)
- Leo Sharp, criminale statunitense (Michigan City, n. 1924 - Michigan, † 2016)

## Direttori d'orchestra(2)
- Leo Borchard, direttore d'orchestra tedesco (Mosca, n. 1899 - Berlino, † 1945)
- Leo F. Forbstein, direttore d'orchestra e compositore statunitense (Saint Louis, n. 1892 - Hollywood, † 1948)

## Direttori della fotografia(1)
- Leo Tover, direttore della fotografia statunitense (New Haven, n. 1902 - Los Angeles, † 1964)

## Dirigenti d'azienda(1)
- Leo Wätcher, dirigente d'azienda e impresario teatrale italiano (Kolomyja, n. 1922 - Milano, † 2000)

## Doppiatori(1)
- Leo DeLyon, doppiatore statunitense (n. 1926 - † 2021)

## Editori(1)
- Leo Olschki, editore italiano (Johannisburg, n. 1861 - Ginevra, † 1940)

## Egittologi(1)
- Leo Depuydt, egittologo e assiriologo belga (n. 1957)

## Etnologi(1)
- Leo Frobenius, etnologo e africanista tedesco (Berlino, n. 1873 - Biganzolo, † 1938)

## Etologi(1)
- Leo Pardi, etologo e zoologo italiano (San Giuliano Terme, n. 1915 - Rignano sull'Arno, † 1990)

## Farmacisti(1)
- Leo Sternbach, farmacista e chimico statunitense (Abbazia, n. 1908 - Chapel Hill, † 2005)

## Filologi(1)
- Leo Meyer, filologo tedesco (Bledeln, n. 1830 - Gottinga, † 1910)

## Filosofi(2)
- Leo Apostel, filosofo belga (Anversa, n. 1925 - Gand, † 1995)
- Leo Strauss, filosofo tedesco (Kirchhain, n. 1899 - Annapolis, † 1973)

## Fisici(3)
- Leo Graetz, fisico tedesco (Breslavia, n. 1856 - Monaco di Baviera, † 1941)
- Leo Kadanoff, fisico statunitense (New York, n. 1937 - Chicago, † 2015)
- James Rainwater, fisico statunitense (Council, n. 1917 - Yonkers, † 1986)

## Fondisti(1)
- Leo Johansson, fondista svedese (Vaggeryd, n. 1999)

## Funzionari(1)
- Leo Choirosphaktes, funzionario e scrittore bizantino

## Generali(2)
- Leo von Caprivi, generale e politico tedesco (Charlottenburg, n. 1831 - Skyren, † 1899)
- Leo Geyr von Schweppenburg, generale tedesco (Potsdam, n. 1886 - Icking, † 1974)

## Ginnasti(1)
- Leo Sotorník, ginnasta cecoslovacco (Ostrava, n. 1926 - Praga, † 1998)

## Giocatori di baseball(1)
- Leo Durocher, giocatore di baseball e allenatore di baseball statunitense (West Springfield, n. 1905 - Palm Springs, † 1991)

## Giocatori di curling(1)
- Leo Hebert, giocatore di curling canadese (Athabasca, n. 1931 - † 2020)

## Giocatori di football americano(2)
- Leo Chenal, giocatore di football americano statunitense (Grantsburg, n. 2000)
- Leo Nomellini, giocatore di football americano e wrestler italiano (Lucca, n. 1924 - Stanford, † 2000)

## Giocolieri(1)
- Leo Bassi, giocoliere, comico e attore francese (New York, n. 1952)

## Giornalisti(5)
- Leo Hickman, giornalista britannico (n. 1972)
- Leo Longanesi, giornalista, scrittore e editore italiano (Bagnacavallo, n. 1905 - Milano, † 1957)
- Leo Talamonti, giornalista, scrittore e divulgatore scientifico italiano (Loreto Aprutino, n. 1914 - Roma, † 1998)
- Leo Valiani, giornalista, antifascista e politico italiano (Fiume, n. 1909 - Milano, † 1999)
- Leo J. Wollemborg, giornalista e scrittore italiano (Loreggia, n. 1912 - New York, † 2000)

## Hockeisti su ghiaccio(5)
- Leo Boivin, hockeista su ghiaccio e allenatore di hockey su ghiaccio canadese (Prescott, n. 1932 - Brockville, † 2021)
- Leo Carlsson, hockeista su ghiaccio svedese (Karlstad, n. 2004)
- Leo Gudas, ex hockeista su ghiaccio ceco (Bruntál, n. 1965)
- Leo Insam, hockeista su ghiaccio italiano (Bolzano, n. 1975 - † 2023)
- Leo Pitscheider, ex hockeista su ghiaccio italiano (n. 1976)

## Hockeisti su prato(1)
- Leo Pinto, hockeista su prato indiano (Nairobi, n. 1914 - Mumbai, † 2010)

## Imprenditori(2)
- Leo Kirch, imprenditore tedesco (Volkach, n. 1926 - Monaco di Baviera, † 2011)
- Leo Morandi, imprenditore e inventore italiano (Sassuolo, n. 1923 - Casinalbo, † 2009)

## Ingegneri(1)
- Leo Finzi, ingegnere e progettista italiano (Milano, n. 1924 - Milano, † 2002)

## Insegnanti(1)
- Leo Huberman, insegnante e scrittore statunitense (Newark, n. 1903 - Parigi, † 1968)

## Judoka(1)
- Leo Sarti, ex judoka sammarinese (n. 1956)

## Librettisti(1)
- Leo Stein, librettista e drammaturgo austriaco (Leopoli, n. 1861 - Vienna, † 1921)

## Linguisti(1)
- Leo Spitzer, linguista e filologo austriaco (Vienna, n. 1887 - Marina di Pietrasanta, † 1960)

## Liutai(1)
- Leo Fender, liutaio e imprenditore statunitense (Anaheim, n. 1909 - Fullerton, † 1991)

## Lottatori(1)
- Leo Honkala, lottatore finlandese (Oulu, n. 1933 - Oxelösund, † 2015)

## Matematici(1)
- Leo Moser, matematico austriaco (Vienna, n. 1921 - Edmonton, † 1970)

## Medici(1)
- Leon Pinsker, medico polacco (Tomaszów Lubelski, n. 1821 - Odessa, † 1891)

## Micologi(1)
- Leo Pine, micologo e biochimico statunitense (Tucson, n. 1922 - Jupiter, † 1994)

## Militari(1)
- Leo Todeschini, militare italiano (Zevio, n. 1916 - Verona, † 1982)

## Missionari(3)
- Leo Boethin, missionario filippino († 1998)
- Leo Raymond De Neckère, missionario e vescovo cattolico belga (Wevelgem, n. 1800 - New Orleans, † 1833)
- Leo Hale Taylor, missionario e arcivescovo cattolico statunitense (Montevideo, n. 1889 - Lagos, † 1965)

## Montatori(1)
- Leo Catozzo, montatore e sceneggiatore italiano (Adria, n. 1912 - Santa Severa, † 1997)

## Multiplisti(1)
- Leo Neugebauer, multiplista tedesco (Görlitz, n. 2000)

## Musicisti(3)
- Leo Abrahams, musicista, produttore discografico e compositore inglese (Londra, n. 1977)
- Leo Cesari, musicista italiano (Roma, n. 1961)
- Leo Moracchioli, musicista, polistrumentista e produttore discografico norvegese (Ålgård, n. 1978)

## Musicologi(1)
- Leo Levi, musicologo italiano (Casale Monferrato, n. 1912 - Gerusalemme, † 1982)

## Pallamanisti(1)
- Leo Prantner, pallamanista italiano (Merano, n. 2001)

## Pallanuotisti(2)
- Budd Goodwin, pallanuotista, nuotatore e tuffatore statunitense (New York, n. 1883 - New York, † 1957)
- Leo Rossi, pallanuotista brasiliano (n. 1927 - Rio de Janeiro, † 2011)

## Pallavolisti(1)
- Leo Andrić, pallavolista croato (Karlovac, n. 1994)

## Parolieri(1)
- Leo Robin, paroliere e compositore statunitense (Pittsburgh, n. 1895 - Woodland Hills, † 1984)

## Pattinatori artistici su ghiaccio(1)
- Leo Horwitz, pattinatore artistico su ghiaccio austriaco

## Pesisti(1)
- Leo Sexton, pesista statunitense (Danvers, n. 1909 - Perry, † 1968)

## Pianisti(1)
- Leo Sirota, pianista russo (Kamianets-Podilskyi, n. 1885 - New York, † 1965)

## Piloti automobilistici(2)
- Leo Cella, pilota automobilistico e pilota di rally italiano (Rimini, n. 1937 - Balocco, † 1968)
- Leo Kinnunen, pilota automobilistico finlandese (Tampere, n. 1943 - Turku, † 2017)

## Piloti motociclistici(1)
- Leo Lorenzi, pilota motociclistico italiano (Verona, n. 1907 - Dar es Salaam, † 1973)

## Pistard(1)
- Leo Sterckx, pistard belga (Hulshout, n. 1936 - Hulshout, † 2023)

## Pittori(4)
- Leo Castro, pittore italiano (Corleone, n. 1884 - Palermo, † 1970)
- Leo Gestel, pittore olandese (Woerden, n. 1881 - Hilversum, † 1941)
- Leo van Heil, pittore e architetto fiammingo (Bruxelles, n. 1605 - Bruxelles, † 1664)
- Leo Lionni, pittore, scrittore e illustratore statunitense (Amsterdam, n. 1910 - Radda in Chianti, † 1999)

## Politici(10)
- Leo Canullo, politico e sindacalista italiano (Roma, n. 1923 - Roma, † 1997)
- Leo Falcam, politico micronesiano (Pohnpei, n. 1935 - † 2018)
- Leo Jogiches, politico lituano (Vilnius, n. 1867 - Berlino, † 1919)
- Leo Leone, politico italiano (Giulianova, n. 1893 - Teramo, † 1973)
- Leo Müller, politico, avvocato e notaio svizzero (Ruswil, n. 1958)
- Leo Ryan, politico e docente statunitense (Lincoln, n. 1925 - Port Kaituma, † 1978)
- Leo Solari, politico, partigiano e scrittore italiano (Genova, n. 1919 - Roma, † 2009)
- Leo Sorteni, politico e ingegnere italiano (Venezia, n. 1892 - † 1960)
- Leo Varadkar, politico irlandese (Dublino, n. 1979)
- Leo Zeferetti, politico statunitense (New York, n. 1927 - Davie, † 2018)

## Presbiteri(1)
- Leo Declerck, presbitero e storico belga (Ostenda, n. 1938 - Bruges, † 2021)

## Produttori cinematografici(1)
- Leo Pescarolo, produttore cinematografico italiano (Genova, n. 1935 - Rabat, † 2006)

## Psichiatri(1)
- Leo Kanner, psichiatra austriaco (Klekotow, n. 1894 - Sykesville, † 1981)

## Pubblicitari(1)
- Leo Burnett, pubblicitario statunitense (St. John's, n. 1891 - † 1971)

## Pugili(1)
- Leo Rwabdogo, pugile ugandese (Tororo, n. 1949 - Rugongo, † 2009)

## Rabbini(1)
- Leo Baeck, rabbino, filosofo e educatore tedesco (Leszno, n. 1873 - Londra, † 1956)

## Registi(6)
- Leo Arnštam, regista e sceneggiatore sovietico (Ekaterinoslavl', n. 1905 - Mosca, † 1979)
- Leo Hurwitz, regista statunitense (Williamsburg, n. 1909 - Manhattan, † 1991)
- Leo McCarey, regista e sceneggiatore statunitense (Los Angeles, n. 1898 - Santa Monica, † 1969)
- Leo Menardi, regista e sceneggiatore italiano (Torino, n. 1903 - Roma, † 1954)
- Leo Muscato, regista e drammaturgo italiano (Martina Franca, n. 1973)
- Leo Pantaleo, regista e attore italiano (Alberobello, n. 1939 - Taranto, † 2017)

## Religiosi(1)
- Leo Close, religioso e atleta paralimpico irlandese (Dublino, n. 1934 - Dunedin, † 1977)

## Rugbisti a 15(1)
- Leo Cullen, ex rugbista a 15 e allenatore di rugby a 15 irlandese (Wicklow, n. 1978)

## Sciatori alpini(1)
- Leo Gasperl, sciatore alpino austriaco (Bad Mitterndorf, n. 1912 - Rivisondoli, † 1997)

## Sciatori freestyle(1)
- Leo Landrø, sciatore freestyle norvegese (n. 2005)

## Scrittori(5)
- Leo Bruce, scrittore britannico (Edenbridge, n. 1903 - Liverpool, † 1979)
- Leo Ferrero, scrittore e drammaturgo italiano (Torino, n. 1903 - Santa Fe, † 1933)
- Leo Frankowski, scrittore statunitense (Detroit, n. 1943 - Lake Elsinore, † 2008)
- Antonio Porta, scrittore, poeta e critico letterario italiano (Vicenza, n. 1935 - Roma, † 1989)
- Leo Pollini, scrittore, poeta e storico italiano (Valmadrera, n. 1891 - Milano, † 1957)

## Slittinisti(1)
- Leo Atzwanger, ex slittinista italiano (Chienes, n. 1944)

## Sociologi(1)
- Leo Löwenthal, sociologo e filosofo tedesco (Francoforte sul Meno, n. 1900 - Berkeley, † 1993)

## Storici(1)
- Leo Santifaller, storico austriaco (Castelrotto, n. 1890 - Vienna, † 1974)

## Storici dell'arte(1)
- Leo Andergassen, storico dell'arte italiano (Merano, n. 1964)

## Tennisti(2)
- Leo Borg, tennista svedese (Stoccolma, n. 2003)
- Leo Palin, ex tennista finlandese (Helsinki, n. 1956)

## Tenori(1)
- Leo Slezak, tenore ceco (Šumperk, n. 1873 - Rottach-Egern, † 1946)

## Vescovi(1)
- Leo di Montefeltro, vescovo romano (San Leo, † 366)

## Vescovi cattolici(3)
- Leo Morris Clarke, vescovo cattolico australiano (Elsternwick, n. 1923 - Maitland, † 2006)
- Leo Richard Smith, vescovo cattolico statunitense (Attica, n. 1905 - Roma, † 1963)
- Leo von Spaur, vescovo cattolico austriaco (n. 1440 - Vienna, † 1479)

## Senza attività specificata(1)
- Leo Franciosi, ex tiratore a volo sammarinese (San Marino, n. 1932)